# Who's Got the Last Laugh Now?
Who's Got the Last Laugh Now? è un album degli Scooter del 2005.

## Tracce
1. Lights Out – 1:48
2. Hello! (Good to Be Back) – 3:36
3. Privileged to Witness – 4:35
4. Rock Bottom – 3:31
5. The Leading Horse – 3:28
6. Take me Baby – 4:18
7. Apache – 3:00
8. See me. Feel me – 4:11
9. Unity without Words PT.3 – 6:05
10. Everlasting Love – 4:24
11. Seven Bridges – 4:58
12. Mesmerized – 6:43

Durata totale: 50:37